# Esafluoro-2-propanolo
L'1,1,1,3,3,3-esafluoro-2-propanolo (o esafluoroisopropanolo) è un composto chimico appartenente alla classe degli alcoli fluorurati. A temperatura ambiente si presenta come un liquido incolore e volatile dal caratteristico odore pungente. Viene frequentemente utilizzato come solvente per i sistemi polimerici, in quanto la sua capacità di formare legami idrogeno lo rende capace di dissolvere un'ampia gamma di molecole che presentino elementi come doppi legami, atomi di ossigeno o gruppi amminici. Fra le altre caratteristiche dell'esafluoro-2-propanolo si annoverano un'elevata polarità, trasparenza ai raggi ultravioletti, densità elevata, bassa viscosità e basso indice di rifrazione.

## Sintesi
Il primo passo per la sintesi dell'esafluoro-2-propanolo consiste nell'ossidare esafluoroisopropilene con formazione di una miscela impura di esafluoroacetone e residui di esafluoroisopropilene; tale reazione viene solitamente condotta trattando l'esafluoroisopropilene con ossido di alluminio. Successivamente la miscela ottenuta nel primo passaggio viene ridotta così da idrogenare l'esafluoroacetone a esafluoro-2-propanolo. In questo passaggio si utilizzano agenti riducenti forti, come sodio boroidruro, possibilmente in presenza di solventi come etere dietilico, metanolo, 2-propanolo oppure tetraidrofurano. In alternativa è possibile usare catalizzatori come nickel di Raney o platino su palladio (o su solfato di bario). L'esafluoro-2-propanolo formatosi in questo passaggio può essere separato facilmente dalle quantità residue delle altre sostanze in quanto esso presenta una temperatura di ebollizione più alta dell'esafluoroacetone, mentre l'esafluoroisopropilene si libera in forma di gas già a temperature ambiente.

In un processo alternativo l'esafluoroacetone da ridurre a esafluoro-2-propanolo può essere preparato anche a partire da esacloroacetone.
Una seconda via di sintesi prevede l'idrogenazione catalitica di composti chimici con formula generica (CF3)2C-OH-OR (dove R è rappresentato da un atomo di idrogeno o da un gruppo alchilico contenente da uno a otto atomi di carbonio) in presenza di un catalizzatore a base di palladio depositato su carbone attivo. I co-catalizzatori utilizzati sono solitamente ammine terziarie di tipo alificatico (es: trietilammina).

## Usi
L'esafluoro-2-propanolo viene utilizzato come solvente in chimica organica dove, grazie alle sue proprietà, può essere utilizzato per sciogliere molte diverse tipologie di composti, inclusi polimeri che presentano scarsa solubilità in altri solventi più comuni. Fra questi polimeri si annoverano le poliammidi, i poliacrilonitrili, i poliacetali, l'acido poliglicolico ed i polichetoni. A livello industriale l'esafluoro-2-propanolo viene impiegato come intermedio per la sintesi di farmaci (anestetici) o di prodotti chimici destinati all'agricoltura e come solvente per la pulizia in elettronica.

## Sicurezza
L'esafluoro-2-propanolo è un composto corrosivo ed è particolarmente aggressivo a livello dei tessuti delle mucose, del tratto respiratorio superiore, della pelle e degli occhi, causando ustioni. In caso di sovraesposizione inalatoria si potrebbero verificare fenomeni di spasmo, infiammazione, polmonite chimica, edema a livello di laringe, bronchi o polmoni. In caso di contatto con gli occhi si potrebbero verificare ustioni della cornea o della congiuntiva ed in ultimo cecità. Sebbene l'esafluoro-2-propanolo non abbia evidenziato effetti cancerogeni, mutageni o teratogeni gli effetti causati da un'esposizione cronica sono sconosciuti.